# Аркадіївка (Арбузинський район)
Аркадіївка — колишнє село в Арбузинському районі Миколаївської області.

## Стислі відомості
Підпорядковувалось Арбузинській селищній раді.
В часі Голодомору 1932—1933 років від нелюдської смерті померло не менше 19 людей.
Станом на 1945 рік — хутір Арбузинського району. Дата зникнення невідома — друга половина 20 століття.